# عقاب بن محيا
الأمير عقاب بن ضيف الله بن غازي بن سياف بن محيّا من الحناتيش من طلحة من الروقة من عتيبة (1321هـ - 1351 هـ، 1903م - 1933م) أحد أمراء قبيلة عتيبة وأحد أبرز قادة جيش إخوان من طاع الله الذين ساهموا في توحيد المملكة العربية السعودية.

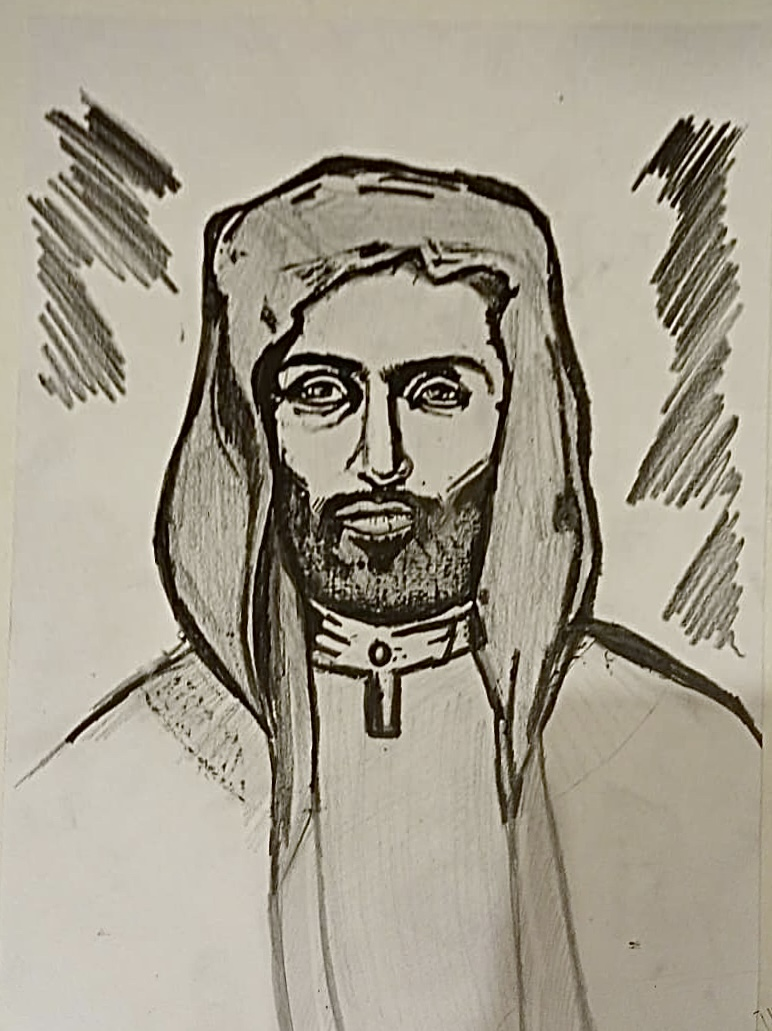
رسمه رسمت بخط اليد لعقاب بن محيا

ولد في البادية في عالية نجد وجده لأمه هو الأمير محمد بن هادي البراق، لم يشاهد والده لصغر سنه حيث قتل والده الأمير ضيف الله بن غازي بن محيا (الأكوخ) في معركة عين بن فهيد ضد الأمير عبد العزيز بن متعب بن عبد الله الرشيد بالقرب من عين بن فهيد في بداية سنة 1323هـ كان عمره ثلاثة عشر عاما عندما استوطنت أسرته ساجر فحفظ القرآن الكريم ودرس الفقه على أيدي عدد من العلماء الذين كلفهم الملك عبد العزيز في تفقية أهل ساجر ومنهم الشيخ عبد الرحمن بن عبد اللطيف بن عبد الرحمن آل الشيخ والشيخ عبد الله العجيمي كما تعلم الفروسية وهو في سن مبكر في بيئة تزخر بالعديد من الفرسان فكان لهذه العوامل بالغ الأثر في تركيب شخصيته وبزوغ نجمه وهو مايزال صغيرا، اشتهر بالشجاعة والكرم ودماثة الخلق، وكان شديد التدين حافظاً للقرآن محبوباً لدى قبيلته ريفا على الضعفاء والمساكين، كان مولعا بالخيل ويملك في مربطه الكثير منها مثل «العبيه» وأيضا «السبيلية» والأخيره من أندر أنواع الخيل العربية ولاتوجد في زمننا هذا إلا بأعداد قليله عند أولي الشأن المهتمين بالخيل، أما إبله فكانت مغاتير ومجاهيم وأغلب المجاهيم من سلالة إبل جده غازي بن سياف بن محيا والتي تلقب بالعرج.

## نسبه
عقاب بن ضيف الله بن غازي بن سياف بن مدغش بن حنتوش الثاني بن محيّا بن هويدف بن سافر بن دعلوج بن حنتوش الأول بن حمارس بن طلحة بن روق بن سالم بن صرير بن ثابت، من الحناتيش من الروقة من عتيبة.

## حياته
كان الأمير عقاب بن ضيف الله ملازما لإبن عمه وخاله لأبيه الأمير فيحان بن ناصر بن براز بن محيا وشارك معه في عدد من المعارك التي خاضها فيحان ببيرق ساجر ومن أشهرها غزوة الشعيبة بالقرب من حائل سنة 1338هـ حيث كان بيرق ساجر أحد البيارق التي أرسلها عبد العزيز آل سعود إلى حائل بقيادة إبنه سعود، وبعد وفاة فيحان بن ناصر أجمع الإخوان وقبيلته عليه واختاروه أميرا عليهم رغم صغر سنة فتولى إمارة ساجر ومشيخة القبيلة وعمرة تسعة عشر عاما وخاض أهم معارك تأسيس المملكة العربية السعودية بتوجيه من الملك عبد العزيز، وبعد انتهاء معارك ضم الحجاز في سنة 1344هـ خرج من ساجر وتوجه إلى الحيد واستقر بها، بعد ذلك حصل من الملك عبد العزيز على إقطاع جنوبي الحيد، وفي جمادى الأولى سنة 1348هـ وأثناء مؤتمر الشعراء أقر الملك عبد العزيز عقاب أميرا للحيد وأعاد ساجر للمحيا وولى أميرا عليها ابن عمه ناصر بن جرمان بن محيا ليشارك الأثنان بعدها إلى جانب الملك عبد العزيز في إخماد ثورة الإخوان المتمردين في معركة الدبدبة ببيرقي الحيد وساجر, واستمر عقاب أميرا للحيد حتى وفاته سنة 1351هـ.

## عائلته
- الشيخ عفاس بن عقاب بن محيا، له من الأبناء: (عقاب، ناصر، خالد، سياف، غازي، ماجد، فيحان، ضيف الله، محمد، عبد المجيد، نايف، سلطان).
- الشيخ نايف بن عقاب بن محيا، له من الأبناء: (ضيف الله، ذعار، ناصر، محمد، عقاب، تركي، ماجد).

## دوره في إنشاء المملكة العربية السعودية

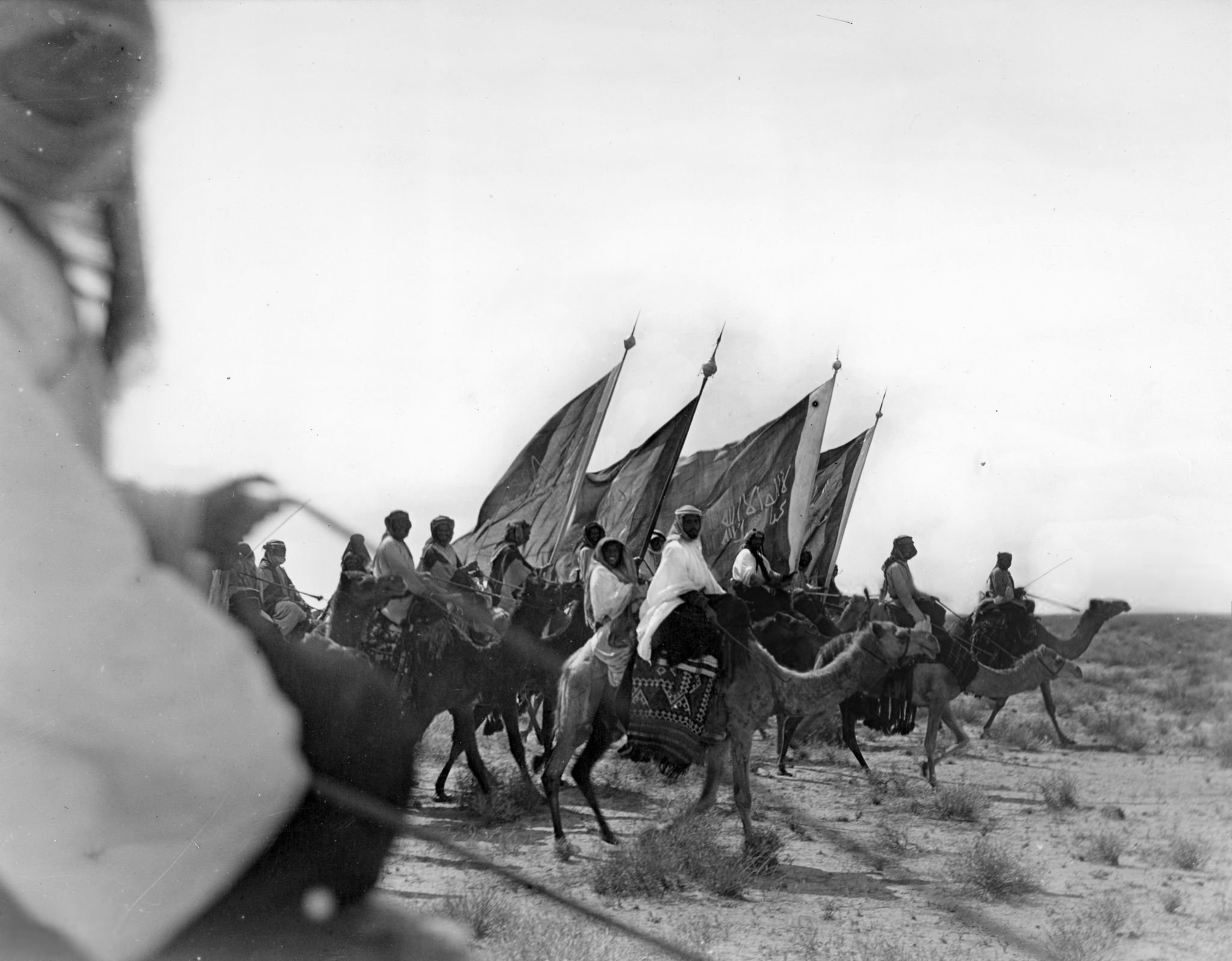
جيش الإخوان

عقاب بن محيا هو أحد زعماء حركة الإخوان الذين شاركوا في معارك إنشاء المملكة العربية السعودية. وبرز دورة بشكل خاص خلال قيادته للواء ساجر والذي يصل تعداد مقاتليه حوالي 2000 مقاتل، وفي مايلي المعارك التي خاضها:
1. معركة البلقاء شرق الأردن الأولى (سنة الحرث) 1340هـ-1922م أميراً لساجر وقائد للغزو.[13]
2. فتح الحجاز سنة 1343 هـ أميراً لساجر وقائد لوائها واحد رؤساء الزحف:[14]
  1. ضم مكة المكرمة
  2. ضم القنفذة
  3. حصار الرغامة
3. إخماد ثورة الإخوان المتمردين في معركة الدبدبة أميراً للحيد وقائد لوائها د.[15]

## معركة البلقاء شرق الأردن الأولى (الحرث)

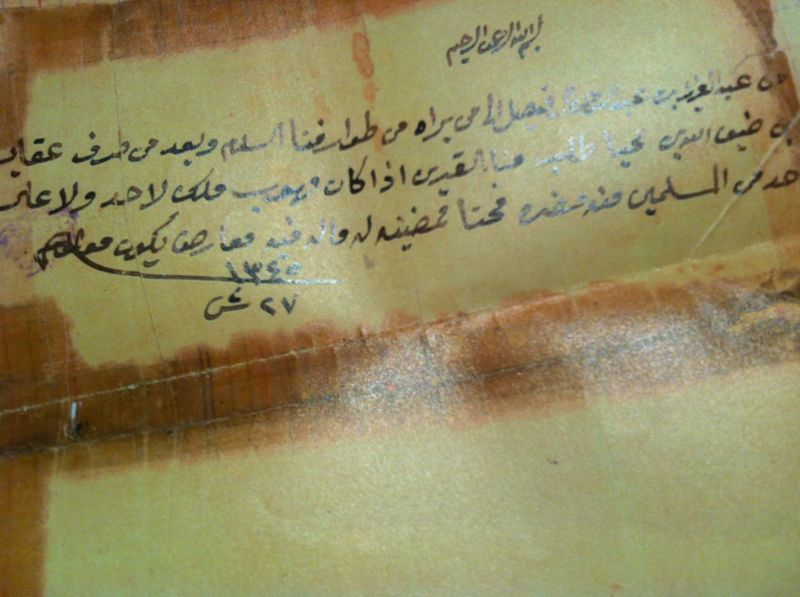
وثيقة من الملك عبد العزيز آل سعود إلى عقاب بن محيا.

عندما أراد الملك عبد العزيز تأكيد سيطرته على شمال الجزيرة العربية الملك عبد الله الأول بن حسين من السيطرة على واحة الجوف ووادي السرحان، أرسل الملك عبد العزيز جيشا قدرته المصادر التاريخية بحوالي ألف وخمسمئة مقاتل مكون من أربعة بيارق يتقدمهم:
1. عقاب بن محيا بأهل ساجر وعددهم 600 مقاتل بالإضافة إلى الردفاء والخيالة
2. نافل بن طويق بأهل عسيلة وعددهم 200 مقاتل
3. قعدان بن درويش بأهل الأرطاوي وعددهم 200 مقاتل
4. هويل بن جبرين بأهل العمار وعددهم 150 مقاتل

وفي يوم الثلاثاء 15 أغسطس سنة 1922م وصل الإخوان إلى ديار بني صخر في الطنيب والمشتى على بعد 30 كيلو متر من العاصمة عمّان بعد أن قطعوا أكثر من 700 كيلومتر من قواعدهم في نجد وما ان طلع الصباح كانت النجدات من مضارب بني صخر المختلفة قد هبت لردع المغيرين، وبادر المتطوعون من عشائر البدو في الأردن إلى مكان المعركة، واشتبك الفريقان في معركة شرسة، فهؤلاء يدافعون عن مضاربهم ومواشيهم وأولئك يهاجمون، فسارعت الحكومة الأردنية وطلبت من السلطات البريطانية أن تشترك بالطائرات والمصفحات العسكرية فتدخلوا لصد الهجوم واستخدموا المدرعات والسلاح الآلي واستمر القتال مع الإخوان طيلة يوم الثلاثاء حتى ضحى يوم الأربعاء وسقط في هذه المعركة عدد كبير من كلا الطرفين وجراء قذائف المصفحات البريطانية لم يكن أمام جيش الإخوان سوى الانسحاب إلى نجد خصوصا أن الاخوان حققوا الهدف المطلوب وهو السيطرة على الجوف ووادي السرحان، وبعد انسحاب الإخوان بادر الإنجليز بطلب الملك عبد العزيز لعقد اجتماع فانعقد اجتماع العقير الثاني في شهر نوفمبر سنة 1922م طرحت فيه مسألة الحدود للنقاش للمره الأولى فتم الإتفاق عليها بشرط منح القبائل حرية التنقل وفي المقابل اعترف البريطانيون بسيادة الملك عبد العزيز على الجوف ووادي السرحان.
يقول نهار الطويل العتيبي أحد الأخوان المشاركين في المعركة قصيدة من أبياتها:
وقال عبد الله بن عليان الحافي أحد الأخوان المشاركين قصيدة من أبياتها:
- ذكر الأمير عبد الله في مذكراته ان الغزوة وقعت يوم 31 أغسطس، وذكر الزركلي في كتابه «عامان في عمّان» انها وقعت يوم 15 أغسطس. ولكن مذكرات عودة القسوس واقوال نجيب الشريدة تؤكد حدوثها يوم 22 أغسطس وهو القول الراجح في الأردن.
- وقد تحدث عن هذه الغزوة العديد من الكتاب ومن أهم من تحدث عنها المؤرخ الفلسطيني الكبير محمد علي طاهر وهو من المعاصرين لهذه الغزوة فقال مانصة «أهم مايذكر عن الوهابيين الذين غزوا شرق الأردن وكادوا يستولون على إمارة الأمير عبد الله وعلى فلسطين أيضا.حسن نظامهم، وحسن قيادتهم فإنهم جاءوا إلى الشرق العربي مقسمين إلى فرق.وكل فرقه فيها المحاربون وفيها من يعنى بالجرحى وفيها الخطباء والأئمة ومن مزاياهم انهم يلبسون العمائم ولا تكاد تجد فيهم من لايحسن القراءة والكتابة وقد طلب من وقع منهم أسيرا من عمان من سماحة رئيس المجلس الإسلامي الاعلى في القدس يوم زارهم في عمان ان ترسل اليهم المصاحف فلما سألهم أتقرأون قالوا كلنا نقرأ الا القليل وكلنا يحفظ القرآن بدون إستثناء.ومن صفاتهم الممتازة شجاعتهم واباؤهم وصبرهم العجيب فإن بين الجرحى من اصيب بجراحات كثيره خطرة شديده الالم فكان الاطباء يغسلون الجراح ويضمدونها ويعملون العمليات الجراحيه من بتر أو خياطة والوهابي الجريح لا يتوجع ولا يتألم ولاينقبض له وجه كأنهم يعملون في جسم غيرة. ومن صفاتهم وهي تدل على شهرة إيمانهم بالله إستسلامهم لأحكام القدر فقد سئلوا لماذا جئتم لهذه البلاد فقالوا بقدر الله ولما سئلوا لماذا رجعتم فقالوا هزمنا الله ولابد اننا أسأنا العمل فأراد الله هزيمتنا. وقال بيك باشا قائد جيش شرق الأردن والجندرمه الإنكليزية ان الوهابيين لم ينهزموا ولكنهم رجعواطاعة للأوامر إذ بينما كانت الطيارات والدبابات وبدو البلقاء تمطرهم رصاصا في أثناء رجوعهم كان الوهابيون يمشون بتؤدة ووقار ولم يكن بينهم من حاول الإسراع ولولا أنهم امروا من قوادهم بالرجوع لاقدموا اقدام الابي لايروعهم شيء ولو فنوا عن آخرهم. ومن صفاتهم المستحسنة الذكاء فهم يحسنون الفهم والكلام لاتجادلهم الا رأيتهم يجيدون الدفاع عن عقيدتهم وانهم قادرون على إفحامك.والخلاصة أن الوهابية تمثل العرب يوم اندفعوا إلى العالم في صدر الإسلام فهم قوة هائلة وكفى»[33]

## السيطرة على الحجاز
قام الشريف حسين بن علي بمنع أهل نجد من الحج، فكبر ذلك في نفوسهم وخصوصاً جماعة الإخوان، فكان أن ترأس الملك عبد العزيز في أواخر سنة 1342 هـ مؤتمراً في الرياض، حضره علماء نجد ورؤساء القبائل والقرى وزعماء الاخوان وحصل عبد العزيز في هذا المؤتمر على فتوى شرعية، لشن الحرب على الشريف لضمان حرية أداء فريضة الحج، فصدر عن مؤتمر الرياض قرار بغزو الحجاز، فتحرك زعماء الأخوان وأجتمعت جيوشهم في تربة ومنها إنطلقوا نحو الطائف، حينها تقدم الأمير عقاب بن محيا قائد لواء ساجر وخاض المعارك التالية:
1. الاستيلاء على الطائف
2. ضم مكة المكرمة
3. ضم القنفذة
4. حصار الرغامة

### الاستيلاء على الطائف
خرج الجيش النظامي الهاشمي من الطائف لصد جيوش الإخوان ودارت معركة حامية بالحوية أبلت فيها جيوش الإخوان بلاء حسن وانتهت بتراجع الهاشميين وحصارهم في مرتفعات الطائف يطلقون منها نيران مدافعهم.
ووصل بعد يومين الأمير علي بن حسين، في نجدة من مكة وعسكر في الهدة غربي الطائف بميل إلى الشمال. ولحقت به فلول الجيش النظامي وجماعات من كبار موظفي الطائف واعيانها. وبعد مناوشات بين الإخوان وجيش الأمير علي أقتحم الإخوان مدينة الطائف، يوم 7 صفر وتتابعت النجدات لعلي بن حسين من مكة وأطرافها، جندا وقبائل فحدثت المعركة الفاصلة مساء 26/27 صفر فأستولى الإخوان على معسكر علي بن حسين، في الهدة واستباحوه، وتفرق جيشه فتوقف الزحف في الطائف والهدا، وأرسل الإخوان إلى الملك عبد العزيز في الرياض يستأذنونه بإكمال السير إلى مكة. في تلك الأثناء عاد علي بن حسين إلى أبيه بمكة يستشيره، ثم نزل على إلى جدة فأبرق أعيانها إلى الملك حسين في 4 ربيع الأول 1343 هـ يطلبون تنازله عن الحكم لابنه علي. وبعد مداولات أعلن الملك حسين تنازله عن العرش في عشية ذلك اليوم وفي صباح الخامس من ربيع الأول نودي لعلي بن حسين في جدة ملكا.
يوم 6 ربيع الأول 1343 هـ- 1924م عاد الملك علي بن حسين إلى مكة وكان والده آنذاك فيها. وفي يوم 10 ربيع الأول وصل حسين بن علي إلى جدة وأبى أن يقابل أحد. وفي يوم 15 ربيع الأول خرج الملك من مكة، وانتقل ليلة 16 إلى ظاهر جدة. وفي يوم 16 ربيع الأول نزل حسين بن علي وحرمه وخدمه إلى البحر وودعة بعض موظفية السابقين ولم يخرج ابنه علي بن حسين لوداعة وأبحر إلى العقبة.

### الاستيلاء على مكة
أفتى علماء الرياض بأنة لا يجوز دخول الحرم المكي بنية القتال. وأذن عبد العزيز بحصار مكة إن قاومت فدخلها الإخوان بأسلحتهم ملبين محرمين دون مقاومة ينادون بالأمان، وطافوا حول البيت وسعوا. ثم تسلموا زمام الأمور يوم 17 ربيع الأول سنة 1343هـ-1924م.
ويصف الشيخ محمد بن عثمان شيخ الإخوان وقاضيهم دخولهم لمكة المكرمة في كتاب المجموعة المحمودية فيقول:

### حصار الرغامة والاستيلاء على جدة

خريطة حصار الرغامة من كتاب تاريخ المملكة العربية السعودية - عبد الله العثيمين

في 8 جمادى الأولى سنة 1343 هـ وصل الملك عبد العزيز إلى مكة قادماً من الرياض فدخلها محرما وأتاه أهل مكة مبايعين، وبعد ذلك تقدم الملك عبد العزيز ومن كان معه من الإخوان وحاصروا جدة وفي 6 جمادى الثاني سنة 1344هـ استسلمت جدة بعد حصار طويل دام لمدة سنة كاملة وكان لفرقة ساجر والتي تضم أكثر من بيرق بقيادة عقاب بن محيا دور بارز في توحيد المملكة العربية السعودية تحت سلطان الملك عبد العزيز.

### ضم القنفذة
بعد الإستيلاء على مكة المكرمة تحرك بيرقان من الإخوان بقيادة عقاب بن محيا وسعد بن لؤي وتوجهوا إلى الساحل الغربي (ساحل البحر الأحمر) تمهيدا لضم مناطقه ووصلوا حتى منطقة الحامضة جنوب القنفذة وبعد ذلك وأثناء فترة حصار الرغامة سلمت القنفذة طوعا للملك عبد العزيز لتصبح أول ميناء سعودي على ساحل البحر الأحمر يستقبل حجاج عام 1343 هـ.

## وفاته
في سنة 1351هـ وأثناء التجهيز لغزوة جازان مرض عقاب مرضا شديدا وأناب عنه ابن عمه الأمير تركي بن سداح بن محيا لقيادة الغزو، توفي عقاب بن محيا في الحيد في جمادى الثاني سنة 1351هـ على إثر مرضه وهو في الثلاثين من العمر بعد أن خاض سلسلة من الفتوحات والمعارك بجانب الملك عبد العزيز بن عبد الرحمن آل سعود إلى أن وحد البلاد وتتوجت بمسمى المملكة العربية السعودية، وكان عقاب أصغر قادة الإخوان سنا وأقصرهم عمرا ومن أكثرهم إنجازا.
وقد قال فيه أحد شعراء قبيلة حرب أثناء مرضه قصيدة لم نعثر منها إلا على هذين البيتين:

## وصلات خارجية
```
* 
تأسيس المملكة الأردنية الهاشمية 
```

- مجلة الرأي الاردنيه
- ثورات وانتفاضات الأردن عبر العصور
- دخول الإخوان الطائف
- مجلة مجالس المذنب
- حركة الإخوان في نظر المؤرخين وكتاباتهم